# Шарп, Деррик
Де́ррик Ланоррис Шарп (англ. Derrick Lanorris Sharp; род. 5 октября 1971 в Орландо , США) — израильский профессиональный баскетболист американского происхождения, разыгрывающий защитник.
- Победитель европейской баскетбольной Супролиги (2001)
- Двукратный победитель Евролиги (2004, 2005)
- Тринадцатикратный чемпион Израиля и одиннадцатикратный обладатель Кубка Израиля.

## Спортивная карьера
В США Шарп выступал за команды Колледжа округа Бревард (Флорида) (с 1989 по 1991 год) и Университета Южной Флориды (с 1991 по 1993 год). По окончании университета получил приглашение в Израиль, где провёл первые три года в командах второго и третьего дивизионов национального первенства. В 1996 году подписал контракт с тель-авивским «Маккаби», руководство которого обратило на него внимание после того, как в двух полуфинальных матчах Кубка Израиля против «Маккаби» он набрал 62 очка. С этого момента и до конца карьеры Шарп выступал за один и тот же клуб.
С «Маккаби» Шарп стал 13-кратным чемпионом Израиля и 11-кратным обладателем Кубка Израиля. На европейской арене с «Маккаби» он выиграл сначала Супролигу ФИБА 2001 года, а затем дважды подряд Евролигу УЛЕБ, в 2004 и 2005 годах. Ещё трижды Шарп доходил с «Маккаби» до финала этого престижного турнира: в 2000, 2006 и 2008 году.
В первый же год выступлений за тель-авивский «Маккаби» Шарп был избран лучшим новичком года в израильском высшем дивизионе. В 2001 году он участвовал в игре всех звёзд израильской высшей лиги. На протяжении нескольких лет Шарп являлся капитаном «Маккаби», в июле 2011 года объявил об окончании игровой карьеры, приняв предложение стать ассистентом главного тренера клуба Дэвида Блатта. Эту должность он занимал два года, пока летом 2013 года не расстался с «Маккаби» и не покинул Израиль, поскольку зарплата помощника тренера не позволяла ему содержать семью.
Женившись на израильтянке, Шарп получил право на израильское гражданство. После этого он дважды выступал в чемпионатах Европы за сборную Израиля в 2001 и 2003 годах.
Игру Шарпа в лучшие годы отличала высокая результативность из-за трёхочковой линии и почти стопроцентная точность в выполнении штрафных бросков, а также крайне цепкая игра в защите. Лучший сезон Шарпа в Евролиге пришёлся на сезон 2006/07 годов, когда он в среднем набирал 10,4 очка, 1,3 результативной передачи и 1,2 перехвата за игру. На этот же сезон приходится ряд его лучших показателей в отдельных матчах: 22 очка против белградского «Партизана», пять перехватов в игре с «Цибоной», пять результативных передач в матче с римской «Лоттоматикой» и семь подборов против «Олимпии» (Любляна). Во внутреннем первенстве свою лучшую игру он показал в 2005/06 годах, набирая в среднем по 11,1 очка, 2,5 передачи и 1,4 перехвата за игру.
Одним из самых знаменитых бросков Шарпа за всю карьеру стал трёхочковый бросок в корзину «Жальгириса» на последней секунде последнего матча в четвертьфинальной группе Евролиги 2003/04 годов после того, как капитан «Маккаби» Гур Шелеф ввёл мяч в игру из-под своего кольца почти через всю площадку. Этот мяч позволил «Маккаби» перевести игру в овертайм, выиграть её и обеспечить своё участие в «домашнем» Финале Четырёх, который израильский клуб затем уверенно выиграл. Заметную роль Шарп сыграл и в выходе клуба в финал Евролиги 2004/05 годов в полуфинальной игре против «Панатинаикоса», в которой забросил рекордные для своих выступлений в Евролиге 20 очков, и в Евролиги 2007/08 годов, за одну четверть полуфинального матча с «Монтепаски» (Сиена) набрав 15 очков и переломив ход, казалось, безнадёжно проигранного матча.

## Статистика выступлений

### Чемпионат Израиля — высший дивизион
| Сезон     | Команда             | GP | GS | MPG  | FG%  | 3P%  | FT%  | RPG | APG | SPG | BPG | PPG  |
| --------- | ------------------- | -- | -- | ---- | ---- | ---- | ---- | --- | --- | --- | --- | ---- |
| 1996-97   | Маккаби (Тель-Авив) | 18 |    |      | .636 | .500 | .886 | 0.8 | 1.8 | 0.6 | .0  | 8.4  |
| 1997-98   | Маккаби (Тель-Авив) | 22 |    |      | .440 | .462 | .871 | 1.1 | 1.1 | 0.8 | .0  | 8.3  |
| 1998-99   | Маккаби (Тель-Авив) | 20 |    |      | .464 | .516 | .958 | 1.5 | 1.2 | 0.9 | .0  | 7.4  |
| 1999—2000 | Маккаби (Тель-Авив) | 19 |    |      | .698 | .458 | .780 | 1.6 | 1.8 | 1.3 | .0  | 10.1 |
| 2000-01   | Маккаби (Тель-Авив) | 34 |    |      | .515 | .437 | .809 | 1.5 | 1.9 | 1.2 | .0  | 11.1 |
| 2001-02   | Маккаби (Тель-Авив) | 32 |    |      | .543 | .455 | .846 | 1.5 | 1.8 | 0.8 | .0  | 10.6 |
| 2002-03   | Маккаби (Тель-Авив) | 33 |    |      | .588 | .495 | .909 | 1.5 | 1.3 | 1.0 | .0  | 6.1  |
| 2003-04   | Маккаби (Тель-Авив) | 32 |    | 19.2 | .653 | .435 | .919 | 1.7 | 1.7 | 1.1 | 0.1 | 7.5  |
| 2004-05   | Маккаби (Тель-Авив) | 30 |    | 22.5 | .616 | .430 | .925 | 2.4 | 2.0 | 1.3 | .0  | 9.8  |
| 2005-06   | Маккаби (Тель-Авив) | 30 |    | 25.7 | .471 | .476 | .870 | 2.5 | 1.6 | 1.4 | .0  | 11.1 |
| 2006-07   | Маккаби (Тель-Авив) | 29 |    | 20.1 | .435 | .420 | .914 | 1.3 | 1.5 | 1.0 | .0  | 7.6  |
| 2007-08   | Маккаби (Тель-Авив) | 24 |    | 15.7 | .625 | .531 | .900 | 0.9 | 1.1 | 1.1 | .0  | 7.8  |
| 2008-09   | Маккаби (Тель-Авив) | 20 |    | 11.9 | .333 | .532 | .733 | 0.8 | 0.9 | 0.8 | .0  | 4.5  |
| 2009-10   | Маккаби (Тель-Авив) | 18 |    | 7.8  | .556 | .378 | 1.0  | 0.6 | 0.4 | 0.2 | .0  | 3.2  |
| 2010-11   | Маккаби (Тель-Авив) | 20 |    | 5.1  | .540 | .463 | .860 | 1.6 | 1.5 | 1.1 | .0  | 1.7  |

### Евролига ФИБА, Супролига ФИБА и Евролига УЛЕБ
| Сезон     | Команда             | GP | GS | MPG  | FG%  | 3P%  | FT%  | RPG | APG | SPG | BPG | PPG  |
| --------- | ------------------- | -- | -- | ---- | ---- | ---- | ---- | --- | --- | --- | --- | ---- |
| 1996-97   | Маккаби (Тель-Авив) | 17 |    | 17.7 | .538 | .300 | .864 | 0.8 | 0.5 | 0.5 | 0.0 | 4.9  |
| 1997-98   | Маккаби (Тель-Авив) | 14 |    | 13.2 | .375 | .375 | .800 | 0.7 | 0.5 | 0.4 | 0.0 | 4.6  |
| 1998-99   | Маккаби (Тель-Авив) | 17 |    | 11.8 | .667 | .359 | .882 | 0.8 | 0.8 | 0.6 | 0.0 | 4.8  |
| 1999—2000 | Маккаби (Тель-Авив) | 23 |    | 17.3 | .607 | .386 | .800 | 0.9 | 0.7 | 1.0 | 0.0 | 5.0  |
| 2000-01   | Маккаби (Тель-Авив) | 24 |    |      | .586 | .461 | .889 | 1.3 | 0.8 | 1.2 | .0  | 10.4 |
| 2001-02   | Маккаби (Тель-Авив) | 20 | 6  |      | .510 | .382 | .952 | 1.1 | 0.7 | 0.9 | .0  | 6.8  |
| 2002-03   | Маккаби (Тель-Авив) | 20 | 0  |      | .560 | .515 | .909 | 1.8 | 1.4 | 1.4 | .0  | 7.5  |
| 2003-04   | Маккаби (Тель-Авив) | 21 | 0  |      | .500 | .459 | .917 | 0.9 | 0.9 | 0.9 | .0  | 5.8  |
| 2004-05   | Маккаби (Тель-Авив) | 24 | 1  |      | .629 | .431 | .821 | 1.6 | 1.0 | 0.8 | 0.1 | 7.0  |
| 2005-06   | Маккаби (Тель-Авив) | 25 | 10 |      | .500 | .396 | .878 | 1.8 | 1.4 | 1.3 | .0  | 7.9  |
| 2006-07   | Маккаби (Тель-Авив) | 23 | 4  |      | .446 | .481 | .883 | 2.3 | 1.3 | 1.2 | .0  | 10.4 |
| 2007-08   | Маккаби (Тель-Авив) | 25 | 0  |      | .548 | .358 | 1.00 | 0.6 | 0.7 | 0.5 | .0  | 4.5  |
| 2008-09   | Маккаби (Тель-Авив) | 14 | 2  |      | .250 | .313 | .500 | 0.5 | 0.1 | 0.3 | .0  | 1.3  |
| 2009-10   | Маккаби (Тель-Авив) | 10 | 0  | 1.32 | 0.0  | .333 | 1.00 | 0.3 | 0.1 | 0.2 | 0.1 | 0.8  |
| 2010-11   | Маккаби (Тель-Авив) | 13 | 0  | 1.38 | .500 | .333 | .667 | 0.2 | 0.0 | 0.0 | 0.0 | 0.7  |

### Чемпионат Европы
| Год  | Команда         | GP | GS | MPG  | FG% | 3P% | FT% | RPG | APG | SPG | BPG | PPG  |
| ---- | --------------- | -- | -- | ---- | --- | --- | --- | --- | --- | --- | --- | ---- |
| 2001 | Сборная Израиля | 4  |    | 35.3 |     |     |     | 2.0 | 0.5 |     |     | 11.5 |
| 2003 | Сборная Израиля | 7  |    | 18.7 |     |     |     | 1.1 | 0.4 |     |     | 6.1  |